# Place Gambetta (Paris)
Pour les articles homonymes, voir Place Gambetta.
La place Gambetta est une voie située dans le quartier du Père-Lachaise du 20e arrondissement de Paris.

## Situation et accès
La place Gambetta forme un carrefour avec l'avenue Gambetta, la rue des Pyrénées, la rue Belgrand et l'avenue du Père-Lachaise. Elle a la forme d'un hexagone parfait de 90 m de largeur moyenne. Le pourtour est planté d'arbres.
La place Gambetta est desservie par les lignes 3 et 3 bis à la station Gambetta.

## Origine du nom
Elle doit son nom actuel à Léon Gambetta (1838-1882), homme politique, membre du Gouvernement de la Défense nationale en 1870, président du Conseil.

## Historique

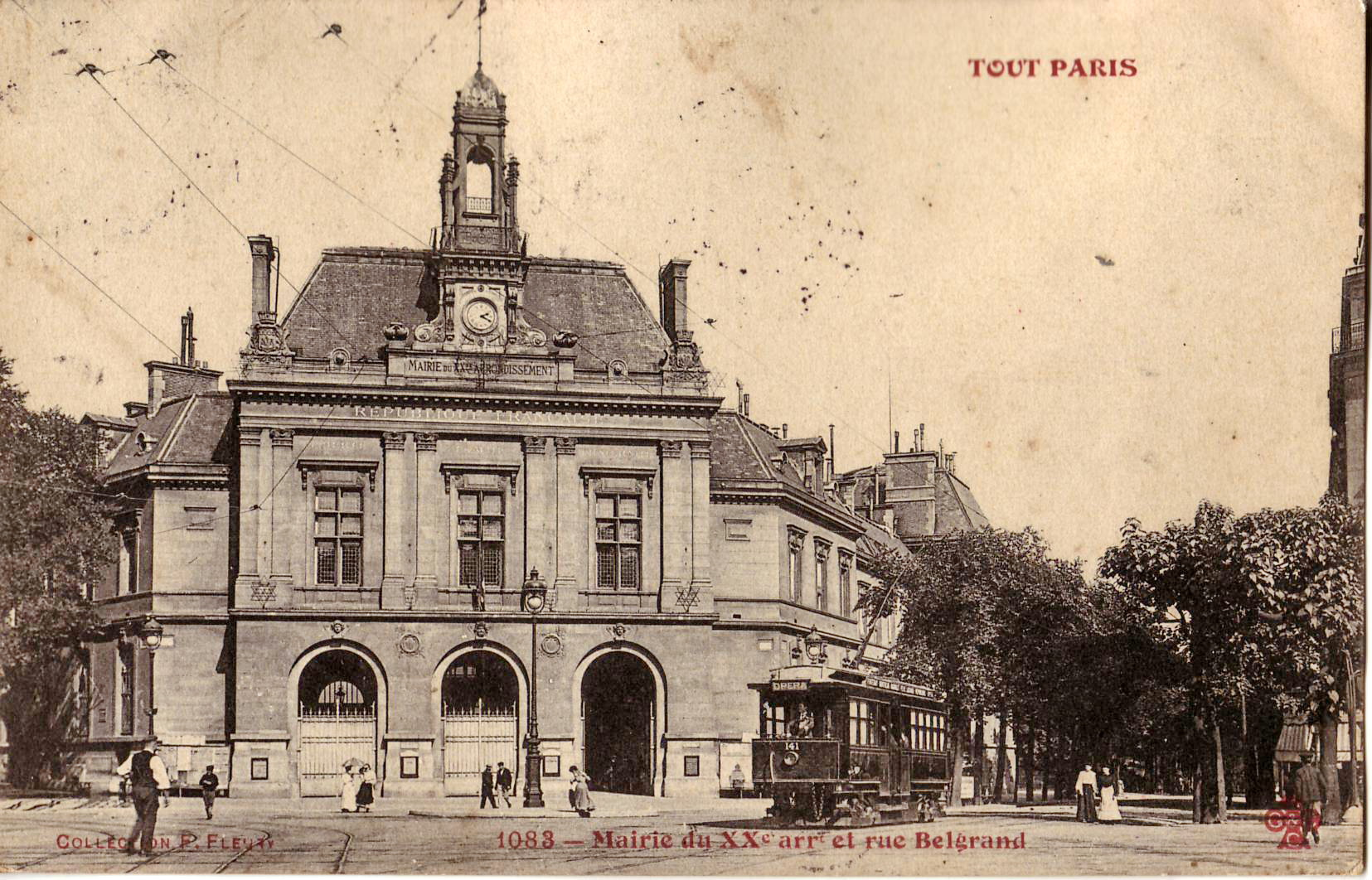
La place Gambetta est desservie depuis le début du XXe siècle par le réseau de transports de la capitale.
On voit ici un tramway de l'Est Parisien, lointain ancêtre de la RATP, devant la mairie du et en direction de la place de l'Opéra.

La place ouverte en 1870 s'est d'abord appelée « place des Pyrénées », puis « place de Puebla ». Elle porte depuis 1893 le nom de « place Gambetta ».

## Bâtiments remarquables et lieux de mémoire
- La mairie du 20e arrondissement borde la place, entre l'avenue Gambetta et la rue Belgrand.
- Une fontaine moderne est située au centre de la place. Installée en 1992, elle est due à l'architecte Alfred Gindre, au plasticien Jean Dismier et au maître verrier Jean-Louis Rousselet[1].